# وینچستر (وایومنیگ)
وینچستر (به انگلیسی: Winchester) یک منطقهٔ مسکونی در ایالات متحده آمریکا است که در شهرستان واشاکای، وایومینگ واقع شده‌است. وینچستر ۱۴٫۸ کیلومتر مربع مساحت و ۶۰ نفر جمعیت دارد و ۱٬۲۹۱ متر بالاتر از سطح دریا واقع شده‌است.